# Kevin Campbell
Kevin Joseph Campbell (* 4. Februar 1970 in Lambeth, London; † 15. Juni 2024) war ein englischer Fußballspieler. Als muskulös-robuster, kopfballstarker und antrittsschneller Stürmer spielte er in der höchsten englischen Spielklasse für den FC Arsenal, Nottingham Forest, den FC Everton und West Bromwich Albion. Dabei waren seine größten Erfolge mit Arsenal der Gewinn der englischen Meisterschaft 1991, zwei Jahre später das „Double“ aus FA Cup und Ligapokal sowie 1994 der Titel im Europapokal der Pokalsieger.

## Sportlicher Werdegang

### FC Arsenal (1988–1995)
Kevin Campbell startete seine Profilaufbahn beim FC Arsenal, mit dem er bereits seit Oktober 1985 über einen Schülervertrag verbunden gewesen war. In der Saison 1987/88 machte er zunächst in der Jugendauswahl auf sich aufmerksam und im Finalhinspiel des FA Youth Cups gegen die Doncaster Rovers legte er mit einem Hattrick den Grundstein zum späteren Titelgewinn. Er beendete die Spielzeit mit insgesamt 59 Toren und knapp drei Monate nach Unterzeichnung des ersten Profivertrags debütierte er am 7. Mai 1988 per Einwechslung gegen seinen späteren Arbeitgeber FC Everton (2:1) in der höchsten englischen Spielklasse.
Da die beiden Stürmerpositionen von Alan Smith und Paul Merson belegt waren, kam Campbell jedoch in der Folgezeit nur selten zum Einsatz und zur Erlangung weiterer Spielpraxis lieh in Arsenal erst an den Viertligisten Leyton Orient (von Januar bis März 1989) und später an den Zweitligisten Leicester City (von November bis Dezember 1989) aus. Dort zeigte er gute Torjägerqualitäten und nach seiner Rückkehr war er Teil der Arsenal-Mannschaft, die in der Saison 1990/91 die englische Meisterschaft gewann. Dabei hatte er sich nach zunächst zahlreichen Einwechslungen sukzessive im Titelrennen einen Platz in der Startelf erkämpft und insgesamt neun Tore in 22 Ligaspielen zum Erfolg beigetragen. Die Stärken von Campbell, dessen Athletik stets an die eines Profiboxers erinnerte, lagen in seiner Schnelligkeit, der Beidfüßigkeit und dem guten Kopfballspiel. Trotz der guten Form bedeutete dies jedoch nicht, dass sich Campbell damit als Stammspieler empfehlen konnte und obwohl Merson auf die Außenbahn auswich, verpflichtete Trainer George Graham mit Ian Wright einen neuen Stürmer, der sofort zu einer tragenden Stütze bei Arsenal wurde. Es dauerte so bis weit in die Rückrunde der Saison 1992/93 hinein, bis Campbell nach einer spektakulären Leistung beim 7:1 gegen Sheffield Wednesday häufiger in der Startelf gegenüber Smith vorgezogen wurde – mit 13 Ligatoren war er insgesamt zweitbester Torschütze seines Klubs.
Campbell, der weiterhin etwas im Schatten prominenterer Mitspieler stand und häufig nicht auf der bevorzugten Mittelstürmerposition agierte, blieb in den folgenden zwei Jahren eine feste Größe im Team und beim doppelten Pokalerfolg 1993 aus FA Cup und Ligapokal gegen jeweils Sheffield Wednesday im Finale stand er ebenso in der Startelf wie im folgenden Jahr 1994 im Endspiel des Europapokals der Pokalsieger, das er mit seinen Mannen im Kopenhagener Parken-Stadion gegen den italienischen Pokalsieger AC Parma mit 1:0 gewann. In seiner letzten Saison 1994/95 für die „Gunners“ hatte Campbell mit Verletzungen zu kämpfen, wodurch die Spielzeit für Ende Januar 1995 auch vorzeitig endete.

### Nottingham Forest und Trabzonspor (1995–1999)
Anfang Juli 1995 erfolgte der Wechsel zu Nottingham Forest für eine Ablösesumme von drei Millionen Pfund. Seine neue Mannschaft war zuvor in der Premier League als Aufsteiger Tabellendritter geworden, hatte jedoch in der Folge mit Stan Collymore seinen besten Torschützen an den FC Liverpool verloren. Campbell wurde als Ersatz verpflichtet, aber in der ersten Saison konnte er die Erwartungen mit nur sechs Toren aus 31 Pflichtspieleinsätzen nicht erfüllen, was auch an seiner langwierigen Rückenverletzung lag, die ihn zwischen September und Dezember 1995 zu einer Pause zwang. Am Ende belegte seine Mannschaft in der ersten Liga den neunten Abschlusstabellenplatz und im Viertelfinale des UEFA-Pokals scheiterte das Team am späteren Titelträger FC Bayern München.
In der folgenden Saison 1996/97 startete er gut mit einem Hattrick gegen Coventry City und ließ im vierten Spiel gegen den FC Southampton einen weiteren Treffer folgen, bevor ihn wieder eine Verletzung zurückwarf. Nach seinem Wiedereinstieg im November 1996 fand er seine Form nicht wieder und er verlor seinen Stammplatz an Nigel Clough sowie später Pierre van Hooijdonk. Dennoch war er mit gerade einmal sechs Ligatreffern noch bester Torschütze von „Forest“ (gemeinsam mit Alf-Inge Haaland), aber als Tabellenletzter stieg Nottingham in die zweite Liga ab. Dort bildete er mit Pierre van Hooijdonk ein sehr effektives Sturmduo und gemeinsam steuerten sie 52 Tore zum direkten Wiederaufstieg bei. Davon waren 23 auf Campbell entfallen und dieser wirkte im Gegensatz zu den Spielzeiten zuvor etwas schlanker und dadurch ausdauernder.
Er begleitete seinen Verein jedoch nicht mit in die Premier League, sondern wechselte anschließend in die Türkei zu Trabzonspor. Dieses Abenteuer, wie Campbell die Erfahrung bei dem nordosttürkischen Klub später nannte, geriet zu einem Desaster. Die Gründe lagen darin, dass er sich formschwach zeigte und immer wieder in Konflikt mit der Vereinsführung lag – hauptsächlich wegen der stetigen Verzögerungen bei den Gehaltszahlungen, die dazu führten, dass Campbell den Weltfußballverband FIFA einschaltete. Die Situation eskalierte Ende Februar 1999, als ihn Trabzonspors Präsident Mehmet Ali Yilmaz öffentlich kritisierte und dabei Campbell neben der als sportlich enttäuschend empfundenen Darbietungen rassistisch beleidigte (neben der Aussage „Wir kauften einen Kannibalen, der sich selbst einen Stürmer nennt“ sorgte besonders die Bezeichnung des dunkelhäutigen Spielers als „verfärbt“ für großen Wirbel). Danach erklärte Campbell das Engagement für beendet und einen Monat später kehrte er auf Leihbasis in die englische Premier League zum FC Everton zurück.

### FC Everton (1999–2005)
Sofort war Campbell im Abstiegskampf der „Toffees“ eine große Unterstützung und in den letzten acht Saisonspielen schoss er neun Tore. Damit wurde er bei den Fans im Goodison Park zum Retter und Nachfolger des letzten Torjägers Duncan Ferguson ausgerufen; die Umwandlung des Leihengagements in eine dauerhafte Anstellung für eine Ablösesumme von drei Millionen Pfund folgte im Sommer 1999. Als neuer „Sturmführer“ des FC Everton schien Campbell ein kompletterer Spieler jenseits der vormals mehr physischen Orientierung geworden zu sein und mit zwölf Ligatreffern in der Saison 1999/2000 war er ein zweites Mal bester Torjäger seines Klubs – trotz einer längeren Knieverletzung, die ihn ab März 2000 außer Gefecht gesetzt hatte. Englands damaliger Nationaltrainer Kevin Keegan, der im Januar 2000 eigentlich zur Begutachtung von Campbells Sturmpartner Francis Jeffers sowie Nick Barmby im Goodison Park anwesend war, lobte ihn während dieser Zeit ausdrücklich – ein A-Länderspieleinsatz blieb ihm jedoch während seiner gesamten Laufbahn verwehrt.
Obwohl sich Campbell in der Saison 2000/01 etwas weniger zielstrebig zeigte und auf keine zweistellige Ligatoranzahl kam, blieb er im erneuten Abstiegskampf ein Schlüsselspieler, zumal Verletzungen von Sturmpartnern Jeffers und Rückkehrer Duncan Ferguson kompensiert werden mussten. Ausdruck seines gestiegenen Stellenwerts war neben der Unterzeichnung eines neuen Vertrags im September 2000 seine Beförderung zum Mannschaftsführer – damit wurde er zum ersten dunkelhäutigen Kapitän in der Geschichte des FC Everton. Nach einem guten Start in die anschließende Saison 2001/02 mit vier Toren in den ersten acht Spielen hatte Campbell aber wieder mit einer Rückenverletzung zu kämpfen, die ihn zu einer fast dreimonatigen Pause zwang. Nach seinem Comeback folgten Formschwächen und kleinere Blessuren, bevor er auch das Kapitänsamt zwischenzeitlich an Ferguson verlor.
Gleichsam Fitness und Mannschaftsführeramt zurückgewinnend startete Campell wie im Jahr zuvor gut in die neue Saison 2002/03. Nach sechs Toren in den ersten neun Spielen litt er zwar zwischenzeitlich unter einer Torflaute, aber besonders zum Ende der Spielzeit trug er positiv zu den Heimsiegen gegen den FC Southampton und Aston Villa bei und schoss das entscheidende Tor bei West Bromwich Albion (2:1). Positiv in Erscheinung trat dabei an seiner Seite die Sturmpartner Tomasz Radziński und der junge Wayne Rooney. Es schloss sich eine weitere enttäuschende Saison 2003/04 an, die bereits mit einer Oberschenkelverletzung aus der Vorbereitung einen schlechten Start hatte. Campells einziger persönlicher Höhepunkt war sein 500. Pflichtspiel gegen den Ex-Klub Arsenal, aber auf seinen einzigen Saisontreffer musste er bis zum letzten Spieltag gegen Manchester City (1:5) warten. Die Chancen auf einen Platz in der Mannschaft reduzierten sich fortan deutlich und nach der Verpflichtung der neuen Stürmer Marcus Bent und James Beattie ließ ihn Everton im Januar 2005 ablösefrei zum Erstligakonkurrenten West Bromwich Albion ziehen.

### Karriereausklang: West Brom und Cardiff (2005–2007)
Bei den „Baggies“ wurde Campbell schnell zu dem gewünschten Führungsspieler, der er an der Seite von Geoff Horsfield neben seinen drei Toren vor allem mit dafür sorgte, dass sich die kämpferische Einstellung bei vielen Mitspielern derart verbesserte, dass am Ende ein nicht mehr für möglich gehaltener Klassenerhalt (ausgehend von der Position als Tabellenletzter zu Weihnachten 2004) gelang – in den letzten Partien übernahm er dazu das Kapitänsamt. Dieser gelang jedoch nicht ein zweites Mal und in der Abstiegssaison 2005/06 kam Campell nur sporadisch zum Einsatz, wobei er dessen ungeachtet die Mannschaft häufig als Kapitän anführte, bevor er auch dieses Amt an Curtis Davies abgab.
Campbell wurde anschließend freigestellt und absolvierte bei Cardiff City in der zweiten Liga sein letztes Profijahr in der Saison 2006/07. Er diente vordergründig als Ersatz für Michael Chopra und Steven Thompson, wodurch er nur in vier Ligapartien in der Startelf stand und sich danach auf einer Liste von zahlreichen Spielern wiederfand, mit denen Cardiff nicht weiterplante. Daraufhin beendete er im Alter von 37 Jahren seine aktive Laufbahn.
Campell starb im Juni 2024 nach plötzlicher Krankheit im Alter von 54 Jahren.

## Titel/Auszeichnungen
- Europapokalsieger der Pokalsieger (1): 1994
- Englische Meisterschaft (1): 1991
- FA Cup (1): 1993
- Englischer Ligapokal (1): 1993
- FA Youth Cup (1): 1988
- Englands Fußballer des Monats (1): April 1999